# Religijske studije
Religijske studije, takođe poznate kao studije religije, su akademsko polje posvećeno istraživanju religijskih verovanja, ponašanja, i institucija. One opisuju, upoređuju, tumače i objašnjavaju religiju, naglašavajući sistematske, istorijski zasnovane i međukulturalne perspektive.
Dok teologija pokušava da razume prirodu transcendentnih ili natprirodnih sila (kao što su božanstva), religijske studije nastoje da prouče religiozno ponašanje i verovanje izvan bilo kojeg određenog religioznog stanovišta. Religijske studije se oslanjaju na više disciplina i njihove metodologije, uključujući antropologiju, sociologiju, psihologiju, filozofiju i istoriju religije.
Religijske studije su nastale u 19. veku, kada je naučna i istorijska analiza Biblije procvetala, a hinduistički i budistički tekstovi su bili prvi put prevedeni na evropske jezike. Rani uticajni učenjaci uključivali su Fridriha Maksa Milera u Engleskoj i Korneliusa P. Tila u Holandiji. Danas naučnici širom sveta praktikuju religijske studije. U svojim ranim godinama, to bilo poznato kao „komparativna religija” ili nauka o religiji, a u SAD-u postoje oni koji u današnje vreme to polje poznaju istorija religije (u kontekstu metodoloških tradicija koje generalno potiču sa Univerzitetu u Čikagu, a posebno iz radova Mirča Elijade, od kasnih 1950-ih do kraja 1980-ih).
Naučnik iz oblasti religijskih studija Volter Kaps je naveo da je svrha ove discipline da pruži „obuku i vežba ... u usmeravanju i sprovođenju istraživanja vezanih za temu religije”. Istovremeno, Kaps je izjavio da je svrha isto tako korištenje „propisanih modova i tehnika ispitivanja kako bi se predmet religije učinio razumljivim”. Istraživač religioznih studija Robert A. Segal okarakterisao je disciplinu kao „predmetna oblast” koja je „otvorena za mnogštvo pristupa”, te stoga „ne zahteva ni osobenu metodu, niti osobeno objašnjenje da bi bila dostojna disciplinskog statusa”.
Različiti naučnici koji deluju na tom polju imaju različite interese i namere; neki na primer žele da brane religiju, dok drugi nastoje da je detaljno objasne, a drugi žele da koriste religiju kao primer kojim mogu da dokažu svoju sopstvenu teoriju. Neki učenjaci religioznih studija zainteresovani su da pre svega proučavaju religiju kojoj pripadaju.
Naučnici iz oblasti religije su tvrdili da je proučavanje ove teme korisno za pojedince, jer im to pruža znanje koje je od značaja u međuljudskom i profesionalnom kontekstu u sve globalizovanijem svetu. Takođe se tvrdi da je proučavanje religije korisno u uvažavanju i razumevanju sektaških tenzija i verskog nasilja.

## Naučni časopisi
Većina najnovijih istraživanja se pojavljuje u naučnim časopisima, koji tipično vrše recenziju i vrednovanje novih monografija. Postoji veliki broj recenziranih naučnih časopisa iz discipline religijskih studija. Mnogi se časopisi fokusiraju na istorijske ili sociološke teme, ili se koncentrišu na određene verske tradicije, poput judaizma ili islama. Časopisi o religijskim istraživanjima zaostajali su u pružanju pristupa putem interneta, ali biblioteke specijalizovane za istoriju religije počele su da hvataju korak. Među prominentnim časopisima koji su objavljuju na engleskom jeziku su:
- objavljuje se na engleskom, francuskom i nemačkom jeziku

## Literatura
- Capps, Walter H. (1995). Religious Studies: The Making of a Discipline. Minneapolis: Fortress Press. ISBN 978-0800625351.
- Fitzgerald, Timothy (2000). The Ideology of Religious Studies. Oxford: Oxford University Press.
- Herling, Bradley L. (2016). A Beginner's Guide to the Study of Religion (second изд.). London: Bloomsbury. ISBN 978-1-4725-0692-4.
- Hinnells, John R. (2005). „Introduction”.  Ур.: John R. Hinnells. The Routledge Companion to the Study of Religion. Abingdon: Routledge. стр. 1–3. ISBN 978-0-415-33310-8.
- McCutcheon, Russell T. (2001). Critics Not Caretakers: Redescribing the Public Study of Religion. Albany: State University of New York Press. ISBN 978-0791449448.
- Ryba, Thomas (2006). „Phenomenology of Religion”.  Ур.: Robert A. Segal. The Blackwell Companion to the Study of Religion. Malden: Blackwell. стр. 91–121. ISBN 978-1405185981.
- Segal, Robert A. (2006). „Introduction”.  Ур.: Robert A. Segal. The Blackwell Companion to the Study of Religion. Malden: Blackwell. стр. xiii–xix. ISBN 978-1405185981.
- Smart, Ninian (1998). The World's Religions (second изд.). Cambridge: Cambridge University Press. ISBN 0-521-63139-4.
- Smith, Jonathan Z. (1998). „Religion, Religions, Religious”.  Ур.: Taylor, Mark C. Critical Terms for Religious Studies. Chicago: University of Chicago Press. стр. 269—284.
- Wright, Melanie (2007). Religion and Film: An Introduction. London: I. B. Tauris. ISBN 9781850437598.
- Curtis, Finbarr (2012). „The study of American religions: critical reflections on a specialization”. Religion. 42 (3): 355—372. doi:10.1080/0048721x.2012.681875.
- Eaton, Mark E. "Religious Studies Encyclopedism: A Recent History." The Reference Librarian (2016): 1-13.
- Eliade, Mircea and Ioan P. Couliano. The HarperCollins Concise Guide to World Religion: The A-to-Z Encyclopedia of All the Major Religious Traditions (1999)
  - Eliade, Mircea ed. Encyclopedia of Religion. (16 vol. 1986; 2nd ed 15 vol. 2005; online at Gale Virtual Reference Library). 3300 articles in 15,000 pages by 2000 experts.
- Elliott, Scott S. ed. Reinventing Religious Studies: Key Writings in the History of a Discipline (Acumen, 2013) 280pp
- Hall, Weetwood;  . (2013). „Religious Studies at 50”. Religious Studies. 49 (4): 437. doi:10.1017/S0034412513000395.
- Fitzgerald, Timothy (2000). The Ideology of Religious Studies. Oxford University Press..
- Hart, Darryl G (1999). The University Gets Religion: Religious Studies in American Higher Education. Johns Hopkins University Press..
- Hafner, Johann. "Relating Theology and Religious Studies: Reflections on the German Academic Landscape." Toronto Journal of Theology (2015): 1-9.
- McCutcheon, Russell T (2003). The Discipline of Religion: Structure, Meaning, Rhetoric. Routledge.
- Martin, Luther H., and Donald Wiebe. "Religious studies as a scientific discipline: The persistence of a delusion." Journal of the American Academy of Religion (2012) Online
- Miles, Jack (1996). God: A Biography. New York: Vintage.,
- Olson, Carl (2013). The Allure of Decadent Thinking: Religious Studies and the Challenge of Postmodernism. Oxford University Press..
- Pals, Daniel L (2014). Nine Theories of Religion..  3rd Edition.  New York: Oxford University Press,
- Sharpe, Eric J. Comparative Religion: A History, London: Duckworth, 1975 (2nd revised edition 1986).
- Sloan Wilson, David (2003). Darwin's Cathedral: Evolution, Religion and the Nature of Society. Chicago: University of Chicago Press.,
- Stark, Rodney.  Discovering God: The Origins of Great Religions and the Evolution of Belief.  New York: HarperCollins, 2007.
- Torre, Renée de la, and Eloísa Martín. „Religious Studies in Latin America.”. Annual Review of Sociology. 42 (1). 2016..
- Werblowsky, RJ Zwi (1989). „In nostro tempore: On Mircea Eliade”. Religion. 19 (2): 129—136. doi:10.1016/0048-721x(89)90035-3.
- Werblowsky, RJ Zwi (1975). „On studying Comparative Religion”. Religious Studies. 11 (2): 145—156. doi:10.1017/s0034412500008301.
- Witte, John. "The Study of Law and Religion in the United States: An Interim Report," „Ecclesiastical Law Journal”. 14 (3). 2012: 327—354. (.
- Adams, Charles Joseph (2017). „Classification of Religions”. Encyclopædia Britannica.
- Bowie, Fiona (1999). The Anthropology of Religion: An Introduction. Oxford: Blackwell.
- Cassirer, Ernst (2006) [1944].  Lukay, Maureen, ур. An Essay On Man: An Introduction to a Philosophy of Human Culture. Hamburg: Meiner. ISBN 978-3-7873-1423-2.
- Cotrupi, Caterina Nella (2000). Northrop Frye and the Poetics of Process. Toronto: University of Toronto Press. ISBN 978-0-8020-8141-4.
- Durkheim, Émile (1912). The Elementary Forms of the Religious Life.
- Eller, J. D. (2007). Introducing Anthropology of Religion. New York: Routledge. ISBN 978-0-203-94624-4.
- Feuerbach, Ludwig (1841). The Essence of Christianity.